# Ацо Шопов
Ацо Шопов (на македонска литературна норма: Ацо Шопов) е югославски поет и преводач, член на Македонската академия на науките и изкуствата. Смятан е за един от основоположниците на модерната македонска поезия.

## Биография
Ацо Шопов е роден на 23 декември 1923 година в Щип, тогава в Сърбо-хърватско-словенското кралство. Като гимназист през 1940 г. става член на СКОЮ. По време на Втората световна война от 1942 г. се присъединява към югославските комунистически партизани, а след нейния край завършва философия в Скопие. Бил е редактор на литературни списания и вестници: „Иднина“, „Нов ден“, „Современост“ и други. Дълги години е бил главен редактор и директор на издателство „Кочо Рацин“ и „Македонска книга“. Той е един от първите членове на Македонската академия на науките и изкуствата (от 1967 г.), и член-кореспондент на Сръбската академия на науките и изкуствата. Заемал е длъжностите: Председател на Дружеството на писателите на Македония, председател на Съвета на Стружките вечери на поезията, председател на Републиканската комисия за културни връзки с чужбина и председател на Съюза на литературните преводачи на Югославия. От 1972 до 1976 година е посланик на СФР Югославия в Сенегал. Член на Македонския ПЕН център. Член е на ДПМ от неговото основаване в 1947 година.
Шопов е баща на писателя Владимир Шопов.
Приживе Ацо Шопов издава 13 поетични книги – първата „Песни“ излиза през 1944 г. (първата следвоенна книга от македонски поет), а последната Дърво на хълма – през 1980 г. През 1994 г. със знака на ЮНЕСКО в Париж е публикуван антологичен том на Ацо Шопов (Anthologie Personnelle, UNESCO / Actes Sud, Paris, 1994) като част от представителната колекция на ЮНЕСКО, която включва световни поети и Нобелови лауреати за литература. Заедно с антологичните, Ацо Шопов е автор на над 30 поетични книги в Р. Македония, както и на 12 книги с избрана поезия на чужди езици – на английски, френски, немски, испански, руски, румънски, унгарски, латвийски, словенски, сърбо-хърватски.
Публикувани в голям брой антологии и списания, неговите стихове са преведени на английски, арабски, беларуски, български, гръцки, испански, италиански, китайски, латвийски, полски, румънски, руски, словашки, словенски, сърбо-хърватски, турски, украински, френски, холандски, чешки и др. Превеждал е Шекспир, Корней, Ростан, Леополд Седар Сенгор, Отон Жупанчич, Мирослав Кърлежа, Изет Сарайлич, Драгутин Тадиянович и др. Адаптира на македонски литературен език и поезията на Никола Вапцаров.

## Награди
- „Кочо Рацин“,
- „Кирил Пейчинович“,
- „Братя Миладиновци“,
- „11 октомври“,
- „Змаеви детски игри“,
- „АВНОЮ“[3]

## Литературно творчество

### Първа адаптация на български
През 2013 г. по повод 90-годишнината от раждането на поета е публикувана единствената негова книга в България до този момент – Раждане на словото, избрани стихотворения в подбор и превод на Роман Кисьов (изд. „Авангард принт“, Русе).
| „ | Роман Кисьов: „Поезията на Ацо Шопов отдавна е позната в Европа и по света, преведена е на най-големите световни езици и продължава да се превежда... Но в България до този момент тя е непозната, освен на един много тесен кръг от поети и специалисти. Донякъде това не е толкова чудно, като се има предвид, че допреди петнадесетина години македонската литература изобщо не беше позната у нас, нито се публикуваше, нито се говореше за нея... Същото се отнасяше и за съвременната българска литература в Р. Македония. В последните няколко години обаче това положение започна да се променя, започна процес на опити за рушене на стените, които политиката дълги години издигаше (а и днес продължава да издига), за да ни разделя, но въпреки всичко, благодарение на поети, писатели и издатели, и от двете страни, процесът на взаимно опознаване стана постоянен и необратим... В България излязоха десетки книги на македонски автори, най-вече поети, (което се дължи на високото ниво на съвременната македонска поезия). А поезията на Ацо Шопов – безспорен класик на македонската поезия, някак необяснимо остана непозната за българския читател...“ | “ |

### Поезия
- Песни (1944)
- Пруга на младоста (поезия заедно със Славко Яневски, 1947)
- На Грамос (поезия, 1950)
- Со наши раце (поезия, 1950)
- Стихови за маката и радоста (поезия, 1952)
- Слеј се со тишината (поезија, 1955) PDF формат Архив на оригинала от 2010-12-14 в Wayback Machine.
- Ветерот носи убаво време (поезия, 1957)
- Небиднина (поезия, 1963)
- Јус-универзум (сатирични стихотворения, 1968)
- Гледач во пепелта (поезия, 1970, 2013)
- Песна на црната жена (поезия, 1976)
- Дрво на ридот (поезия, 1980)

### Избори поезия
- Песни (1963)
- Раѓање на зборот (1966)
- Песни (1967)
- Избор (1968)
- Златен круг на времето (1969)
- Поезија (избрани произведения кн. 1 и 2, 1976)
- Океанот е мал, човекот е голем (1977)
- Лузна (1981)
- Избор од поезијата (1987)
- Небо на тишината (1990)
- Гледач во пепелта (1991)
- Поезија (избор кн.1, 1993)
- Шопов во светот, Шопов од светот (избрано кн. 2, 1993)
- Лузна = Stigmate (2006)
- Раѓањето на зборот (2008)

### Преводи и адаптации
- Zlij se s tišino. Prepev Ivan Minati. Ljubljana: Državna založba Slovenije, 1957. 72 str.
- Örök várakozó. Foditotta: Fehér Ferenc, Novi Sad, Forum, 1964. 78 str.
- Ветер приносить погожие дни. Перевод Александар Романенко. Москва: Прогресс, 1964. 64 стр.
- Предвечерје. Избор, превод и препјев Сретен Перовиć. Титоград: Графички завод, 1966. 115 стр.
- Ugunsmīlestība: dzeja. Vertimas Knuts Skujenieks, Sakartojis Aleksandar Romanenko. Riga: Liesma, 1974. 103 str.
- Песме. Избор и предговор Георги Старделов; превод и препјев Сретен Перовић, Београд: Народна књига, 1974. 277 стр.
- Pjesma crne žene. Prevela Elina Elimova, Zagreb, August Cesarec, 1977. 39 str.
- Дуго долаженје огња: изабране песме. Превод Сретен Перовић, Београд: Рад, 1977. 105 стр.
- En chasse de ma voix. Choix et adaptation Djurdja Sinko-Depierris, Jean-Louis Depierris, Paris, Editions Saint-Germains-des-Prés, 1978. 60 str.
- Naşterea cuvéntului. Selectiesi traducere de Ion Deaconesvu; prefatâ si note Traian Nica. Cluj-Napoca: Dacia, 1981, 91 str.
- Lector de cenizas. Presentación selectión i traucción por Aurora Marya Saavedra. Mèhico: Cuadernos Cara a Cara, 1987, 93 str.
- Шопов во светот, Шопов од светот. Избор и предговор Милош Линдро. Скопје: Македонска книга, 1994 (Избор, кн. 2).
- Anthologie Personnelle. Poésie traduite du macédonien par Jasmina Šopova; introduction d’Ante Popovski; adaptation et postface d’Edouard Maunick. Paris: Actes Sud / Editions UNESCO, 1994, 143 str.
- Stigmate. Edité par Jasmina Šopova. Skopje: Matica makedonska, 2001. 253 p. (macédonien et français)
- Senghor-Šopov: Parallèles. Edité par Jasmina Šopova; Introductions: Jasmina Šopova, Hamidou Sall, Risto Lazarov. Illustrations: Hristijan Sanev. Skopje: Sigmapres, 2006. 206 p. (français et macédonien).
- Geburt des Wortes = Naissance de la parole. Gedichte übersetzt aus dem Makedonischen von Ina Jun Broda; Traduit du macédonien par Jasmina Šopova et Edouard J.Maunick. Struga: Sruga Poesieabende / Soirées poétiques de Struga, 2010. 92 str.
- The Word’s Nativity. Edited by Katica Kulavkova. Skopje: St. Clement of Ohrid National and University Library, 2011. 196 p.
- Sol negro. Traducción de Luisa Futoransky. Prólogo y selección por Jasmina Šopova. Buenos Aires: Leviatán, 2011. 98 p.
- Soleil noir = Schwarze Sonne. Préface = Vorwort: Jasmina Šopova. Differdange: Editions PHI, 2012. 121 str.
- Раждане на словото. Подбор, превод, предговор: Роман Кисьов; Русе: Авангард принт, 2013

## Отзиви за поезията на Ацо Шопов
Поезията на Шопов предизвиква широки коментари и положителни отзиви, както в Република Македония, така и в чужбина.
Федерико Майор, Генерален директор на ЮНЕСКО от 1987 до 1999, пише за Шопов:
| „ | Поезията – а особено тази поезия – ни извежда от времето и пространството, за да ни закотви по един мистериозен начин в непреходното и в местата. С цялата своя ярост, не по-малко интензивна от нежността, която се крие под нея, тази поезия е слово на истината, насочено към най-съкровеното в нас. Колкото със своя разкошен блясък, толкова и със своя трепкащ ореол, тя е светлина, която ни показва пътя и ни предлага утеха в ежедневието. | “ |

Писателят от Мавриций, Едуар Моник, пише за Шопов:
| „ | Преведена от македонски на езиците с по-разпространена употреба, неговата поезия, според правилата на неизбежното tradutore – traditore, във всеки случай изгубва част от своята вродена красота. Но все пак, преводът дава възможност както на другите поети, така и на читателите, да доплуват до острова Шопов и да открият една самота, населена с безброй присъствия, които говорят и пророкуват. Да открият и онази отвореност, без която всеки човек, общество, език, култура или народ, който се затваря в себе си, който се изолира, би угаснал, би станал безплоден, би изчезнал... | “ |

Клодин Елфт, френска поетеса, също коментира творчеството му:
| „ | Според мен, в тишината е половината от стихотворението. В тишината е белотата, празнотата между думите, в нея е неизреченото. А това, неизреченото, е същностно в твор-чеството на всеки голям поет. Защо този въпрос особено ме привлече при Шопов? Защото при този голям лирик има много тишини. (...) Четейки Шопов, открих всички тези неизречености, в които, както вече казах, се крие същината на стихотворението: не само сънищата, но и трансформацията на реалността в сън. Забелязах, че при него много стихове започват с елемент от реалността, за да се трансформират след това в сън. А пътят на тишината минава тъкмо през тази трансформация. „Осъдихте ме да си стоя у дома и аз смирено ще стоя. / Но къде е домът на съня?“, пише Шопов. Самият въпрос, т.е. въпросителният знак, е също така вид тишина. Имам впечатлението, че цялото негово творчество е изтъкано от такива тишини. (...) И небъдността е една отправна точка към тишината, онази тишина, която според мен е, както казах, същностна за едно творчество. Става дума за отправна точка към онова „нещо друго“, което Гийвик определяше като поезия и към което ни води поетът, тъкмо с помощта на тишината, на белотата. В поезията на Шопов, в края на почти всяко стихотворение, оставаме винаги със същото впечатление, че правим скок към това „нещо друго“. | “ |